# Kammermusik n. 3
La Kammermusik N. 3, op. 36 n. 2 (Concerto per violoncello e dieci strumenti) è una composizione di Paul Hindemith del 1925.

## Storia
Quando nel 1919 apparve il manifesto che annunciava la nascita a Weimar della “Bauhaus” fondata dall’architetto Walter Gropius con il proposito di sostenere «la comune cittadinanza di tutte le forme di lavoro creativo, e la loro logica interdipendenza nel mondo moderno», fra le varie affermazioni si leggeva: «Tutti noi, architetti, scultori, pittori, dobbiamo rivolgerci al mestiere. L’arte non è una professione, non v’è differenza essenziale tra l’artista e l’artigiano … In rari momenti l’ispirazione e la grazia del Cielo, che sfuggono al controllo della volontà, possono far sì che il lavoro possa sbocciare nell’arte, ma la perfezione nel mestiere è essenziale a ogni artista. Essa è una fonte d’immaginazione creativa».
Parole e concetti molto simili a quelli sopra citati si sarebbero ritrovati diciotto anni più tardi nella prefazione di Paul Hindemith al suo trattato di composizione “Unterweisung im Tonsatz” (Insegnamento alla composizione) del 1937. Tali principi informatori possono chiarire taluni aspetti dell’opera di Hindemith che, più o meno propriamente, è stata definita col termine “neoclassica”. Benché tra la “Neue Sachlichkeit” (nuova oggettività) e il neoclassicismo non vi sia stato un rapporto di causa ed effetto, ciò nondimeno si può affermare che quelle idee non si rinvengano soltanto allo stato esplicito nelle opere di Hindemith di carattere pedagogico didattico e in quelle che si ispirano al concetto di "Gebrauchsmusik" (musica d’uso, destinata a musicisti non professionisti), bensì anche alle opere che, in un certo senso, sembrano fornire della “nuova oggettività” una versione neoclassica. Tenuto conto che, attraverso il “ritorno” a J. S. Bach, Hindemith seppe conseguire i risultati più confacenti al suo modo di concepire la musica, può essere interessante notare quanta parte delle teorie e dei principi “oggettivistici” si incontrino alla base di talune “scoperte” critiche di certe interpretazioni del maestro di Eisenach, che la musicologia tedesca elaborò proprio in quel periodo di tempo. Dette interpretazioni ponevano l’accento sull’energia motoria della musica di Bach, sul continuum dinamico che lega un suono all’altro, a prescindere dal contenuto psicologico delle varie altezze sonore. Tale potente impulso vitale del divenire melodico, osserva Guido Turchi, si organizza e si appaga nella pura opposizione di masse e di linee polifoniche, il cui valore è rilevabile per mezzo di simboli e schemi sonori che potrebbero essere compresi sotto il concetto di “pura udibilità”, per una certa analogia con quello di “pura visività”, teoria questa che ebbe autorevoli sostenitori nel campo della critica d’arte. Sono criteri analitici che potrebbero essere presi a riferimento per illustrare varie pagine musicali composte da Hindemith nel periodo 1924-1926, e anche oltre. Tra queste, va ricordata la Kammermusik N. 3, op. 36 n. 2 per violoncello e dieci strumenti, composta nel 1925, nella quale Hindemith ripristina l’elemento dialogico e concertante del Seicento-Settecento che oppone il “solo” al “tutti” o tra loro i blocchi delle diverse sezioni strumentali. La prima esecuzione ebbe luogo a Bochum il 30 aprile 1926, sotto la direzione dell’autore, mentre la parte solista spettò a Rudolf Hindemith, fratello del musicista.     

## Struttura
La terza Kammermusik può essere definita un “concerto per violoncello in miniatura”, nel quale Hindemith fa ricorso alle risorse di un organico di soli dieci strumenti, praticamente lo stesso della Kammermusik n. 2 senza il clarinetto basso e la viola. Lo schema ripartito in quattro movimenti, secondo la successione lento - veloce - lento - veloce, è un richiamo dell’autore alla sonata barocca.
Il primo movimento Majestätisch und stark. Mäßig schnelle Achtel (Maestoso e forte. Moderatamente veloce alla croma) si apre con l’introduzione del solista, al quale si aggiungono poco per volta gli archi e i fiati che espongono un tema di bachiana semplicità. In questo movimento Hindemith espone in maniera esemplare le possibilità offerte dall’orchestra, i cui strumenti che la compongono permettono di diversificare lo svolgimento del discorso musicale e di conferirgli un suono dal sontuoso colore.
Dopo un breve interludio orchestrale, il violoncello ritorna in primo piano, sfruttando prevalentemente le note in registro acuto con il sottofondo di brevi e secchi accordi dei fiati, fino alla quieta conclusione. 
Il secondo movimento Lebhaft und lustig (Vivace e giocoso) segue immediatamente il precedente Maestoso con l’energica entrata dell’orchestra, mentre il solista procede secondo un metro di danza dove si dispiega l’effetto cumulativo di ritmi ostinati. Come nel finale della Kammermusik n. 1, anche qui Hindemith si mostra capace di ricavare da pochi strumenti un suono straordinariamente pieno e dalla ricchezza di una grande orchestra sinfonica.
Il terzo movimento Sehr ruhige und gemessen schreitende Viertel (Molto calmo e misurato a grandi passi alla semiminima) è il più ampio della composizione e si caratterizza per la profonda espressività. Hindemith qui rivela uno stile melodico appassionato e una elegiaca intensità. 
L’introduzione è dei fiati, alla quale segue l’entrata del solista dal tono elegiaco, sostenuto dagli altri strumenti ad arco. Il canto dolente e appassionato viene talvolta sovrastato dagli energici interventi dei fiati, poi, nella fase centrale del movimento l’atmosfera sembra cambiare alquanto, con i fiati che passano dai toni stentorei a un incedere più quieto, quasi burlesco. Di nuovo fanno sentire la loro voce gli strumenti ad arco, la cui distesa cantabilità contrasta con la brevità degli interventi dei fiati. Il solista pare voler tornare al canto severo iniziale, ma viene tosto interrotto dai fiati e dal pizzicato degli archi, con i quali successivamente riprende a dialogare, mentre la musica sale d’intensità. Poi, è la volta della placida conclusione con le ultime battute affidate al solista, il cui canto pare poco alla volta declinare come il sole al tramonto.   
Il movimento conclusivo, indicato Mäßig bewegte Halbe. Munter, aber immer gemächlich (Moderatamente mosso alla minima. Svelto, ma sempre con calma), vede la rapida entrata del solista, con il sostegno del fagotto e degli archi in pizzicato; il discorso prende un tono bonario e giocoso, mentre l’oboe fa a sua volta l’ingresso in duetto col solista. Poi, è la volta degli altri strumenti a inserirsi nel discorso, che si fa sempre più fitto ed animato. Al centro del movimento è la tromba a emergere per un momento nella massa orchestrale, ma poi riprende il dialogo serrato tra i vari strumenti, finché tocca al solista riprendere il filo del discorso in un tono più quieto, col sottofondo discreto degli archi bassi in pizzicato. Oboe e fagotto ritornano a macinare il motto introduttivo, alternandosi col solista, venendo poi sostituiti da flauto e clarinetto, finché spetta al violoncello solista dire l’ultima parola concludendo con un secco pizzicato.   

## Discografia parziale
- Georg Faust; Berliner Philharmoniker, Claudio Abbado (EMI)
- David Geringas; Queensland Symphony Orchestra, Werner Andreas Albert (CPO)
- Lynn Harrell; Royal Concertgebouw Orchestra, Riccardo Chailly (Decca)
- Anssi Karttunen; London Sinfonietta, Esa-Pekka Salonen (Finlandia)
- Martin Ostertag; Ensemble 13 Baden-Baden, Manfred Reichert (Deutsche Harmonia Mundi)
- Siegfried Palm; SWF Sinfonie-Orchester Baden-Baden, Ernest Bour (Wergo)
- Bruno Philippe; Kronberg Academy Soloists, Christoph Eschenbach (Ondine)
- Luca Signorini; Accademia Musicale Napoletana, Franco Trinca (Nuova Era)